# Förhistoriska sälfiguriner i Sverige

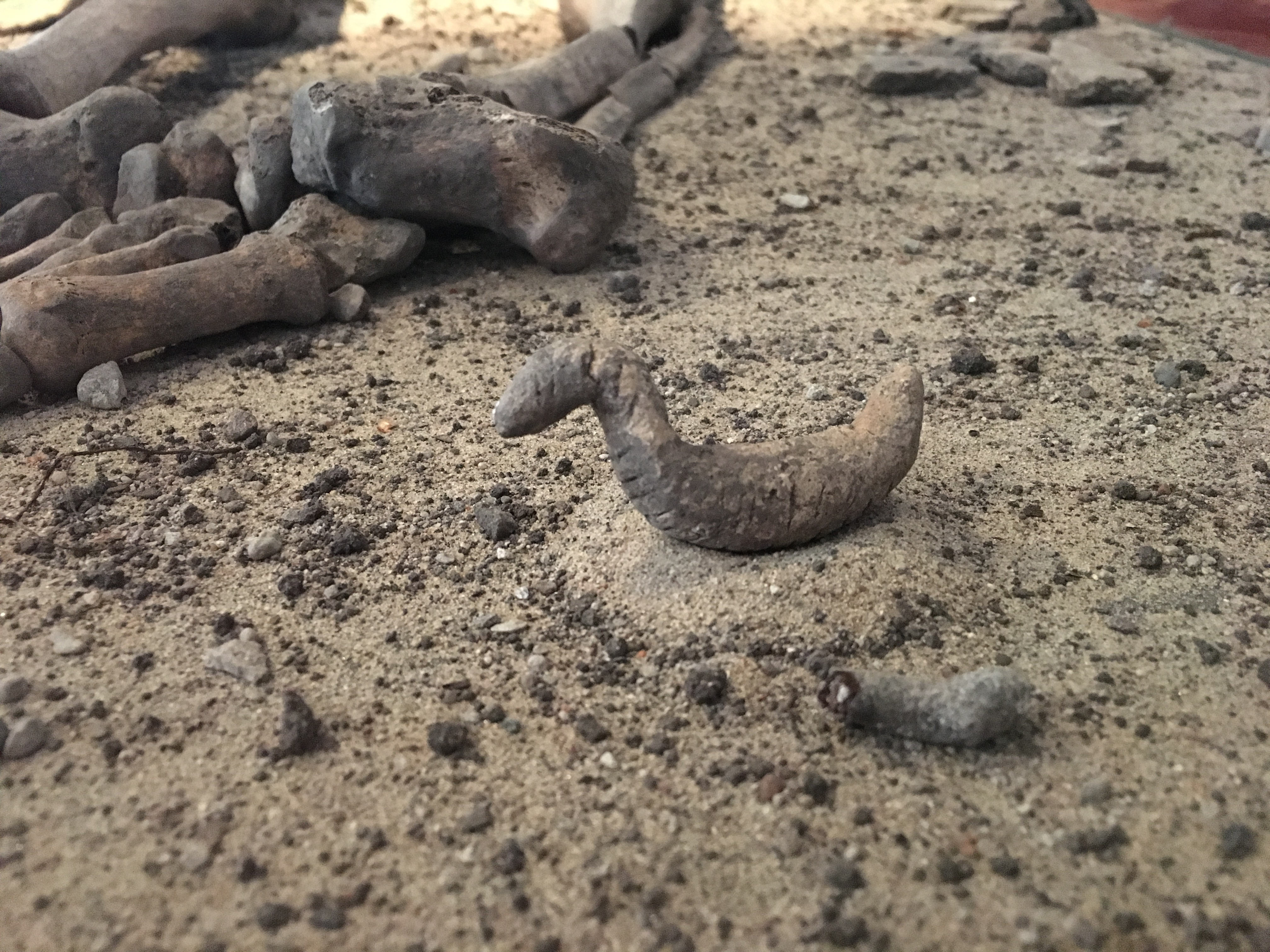
Sälfigurin på Gotlands museum

Från stenåldern i Sverige är flera figuriner av sälar kända.

## Lillberget
Från en stenåldersboplats vid Lillberget i Överkalix socken, Norrbottens län, kommer en liten sälfigurin som tillhör Historiska museets samlingar i Stockholm.  Den är gjord av lera och består av flera fragment. Sälfigurinen tillverkades någon gång mellan 3900 och 3600 f.Kr.

## Ire och Ajvide
På Gotland har stenåldersmänniskor som levde litet senare (ca. 3000 f.Kr.) också tillverkat en liten figurin av säl som är utställd i Historiska museets utställning Forntider i Stockholm. Den kommer från Ire, en så kallad gropkeramisk boplats i Hangvars socken på Gotland. Även vid Ajvideboplatsen i Eksta socken har man i samband med sälhantering funnit en lerfigurin som enligt arkeologer föreställer en säl.Figurinen visas i en gravrekonstruktion på Gotlands museum som kallas Kvinnan med flöjterna.

## Sittesta
Under ungefär samma tid bodde det människor på en boplats vid Sittesta i Ösmo socken, Södermanland. Här tillverkade boplatsens invånare också en figurin av lera. Det finns bara ett fragment av denna figurin bevarat. Den är utställd i Historiska museets utställning Forntider i Stockholm. Från en samtida boplats på Åland finns en sådan figurin som är hel. Den åländska figurinen liknar inte en säl vid första anblicken. I konturen liknar den dock en säl. Vissa arkeologer har föreslagit att förhållandet mellan människor och sälar vid gropkeramiska boplatser var mytologiskt. De gropkeramiska säljägarna såg sig själva måhända som sälmänniskor och skapelseberättelsen handlande kanske om en förening mellan människa och säl.
Invånarna på alla tre platser har jagat säl i stor skala. På Sittesta har sälen varit det dominerande jaktbytet. Både grönlandssäl och vikare har jagats. Främst säljägare har människor på Lillberget också varit. Grönlandssäl, vikare och knubbsäl utgör arterna som man jagat. På Ire har sälen också varit väldigt viktigt och på de gotländska gropkeramiska boplatserna var det främst grönlandssäl som man jagades.